# La Chenalotte
La Chenalotte és un municipi francès situat al departament del Doubs i a la regió de Borgonya - Franc Comtat. L'any 2007 tenia 366 habitants.

## Demografia

### Població
El 2007 la població de fet de La Chenalotte era de 366 persones. Hi havia 116 famílies de les quals 12 eren unipersonals (4 homes vivint sols i 8 dones vivint soles), 20 parelles sense fills, 64 parelles amb fills i 20 famílies monoparentals amb fills.
La població ha evolucionat segons el següent gràfic:
Habitants censats

### Habitatges
El 2007 hi havia 144 habitatges, 127 eren l'habitatge principal de la família, 10 eren segones residències i 7 estaven desocupats. 128 eren cases i 15 eren apartaments. Dels 127 habitatges principals, 113 estaven ocupats pels seus propietaris, 12 estaven llogats i ocupats pels llogaters i 2 estaven cedits a títol gratuït; 1 tenia dues cambres, 8 en tenien tres, 27 en tenien quatre i 91 en tenien cinc o més. 114 habitatges disposaven pel capbaix d'una plaça de pàrquing. A 35 habitatges hi havia un automòbil i a 89 n'hi havia dos o més.

### Piràmide de població
La piràmide de població per edats i sexe el 2009 era:
| Homes | Edats   | Dones |
| ----- | ------- | ----- |
| 0     | 95 o +  | 0     |
| 0     | 90 a 94 | 0     |
| 0     | 85 a 89 | 0     |
| 4     | 80 a 84 | 0     |
| 0     | 75 a 79 | 4     |
| 0     | 70 a 74 | 4     |
| 0     | 65 a 69 | 0     |
| 4     | 60 a 64 | 0     |
| 0     | 55 a 59 | 4     |
| 4     | 50 a 54 | 0     |
| 24    | 45 a 49 | 12    |
| 12    | 40 a 44 | 20    |
| 16    | 35 a 39 | 16    |
| 8     | 30 a 34 | 16    |
| 8     | 25 a 29 | 8     |
| 16    | 20 a 24 | 8     |
| 8     | 15 a 19 | 4     |
| 8     | 10 a 14 | 20    |
| 8     | 5 a 9   | 24    |
| 4     | 0 a 4   | 8     |

## Economia
El 2007 la població en edat de treballar era de 264 persones, 222 eren actives i 42 eren inactives. De les 222 persones actives 208 estaven ocupades (122 homes i 86 dones) i 14 estaven aturades (7 homes i 7 dones). De les 42 persones inactives 9 estaven jubilades, 17 estaven estudiant i 16 estaven classificades com a «altres inactius».

### Ingressos
El 2009 a La Chenalotte hi havia 141 unitats fiscals que integraven 391,5 persones, la mediana anual d'ingressos fiscals per persona era de 27.483 €.

### Activitats econòmiques
Dels 4 establiments que hi havia el 2007, 1 era d'una empresa de construcció, 1 d'una empresa de comerç i reparació d'automòbils, 1 d'una empresa d'hostatgeria i restauració i 1 d'una entitat de l'administració pública.
L'únic servei als particulars que hi havia el 2009 era una fusteria.

## Equipaments sanitaris i escolars
El 2009 hi havia una escola elemental integrada dins d'un grup escolar amb les comunes properes formant una escola dispersa.

## Poblacions més properes
El següent diagrama mostra les poblacions més properes.